# Фабрици, Альдо
А́льдо Фабри́ци (итал. Aldo Fabrizi, 1 ноября 1905 — 2 апреля 1990) — итальянский актёр и театральный режиссёр.
Родился в Риме в бедной семье. Актёрскую карьеру начинал в 1930-х годах как комик в мюзик-холле, а в 1942 году состоялся его кинодебют. Популярность ему принесла роль римского священника дона Пьетро, который бросил вызов фашистам в годы немецкой оккупации города в шедевре неореализма Роберто Росселлини «Рим, открытый город» (1945).
В дальнейшем он снялся ещё более чем в 60 кинокартинах, включая «Его величество мсье Дюпон» (1950), «Полицейские и воры» (1951), «Прохвосты» (1959), «Ангел в красном» (1960), «Сделано в Италии» (1965) и «Мы так любили друг друга» (1974). С середины 1970-х годов Фабрици стал реже сниматься, посвятив много времени написанию серии поваренных книг, ставших в Италии бестселлерами.
Актёр был женат на певице Беатриче Рокки, родившей ему сыновей-близнецов. Альдо Фабрици скончался от болезни сердца в Риме в апреле 1990 года, через несколько дней после получения почётной национальной премии Давид ди Донателло.

## Избранная фильмография

### Актер
| Год  | Название                   | Оригинальное название                      | Роль                  |
| ---- | -------------------------- | ------------------------------------------ | --------------------- |
| 1945 | Рим — открытый город       | Roma, città aperta                         | дон Пьетро Пеллегрини |
| 1947 | Жить в мире                | Vivere in pace                             | Тиньи                 |
| 1950 | Франциск, менестрель Божий | Francesco, giullare di Dio                 | Николайо              |
| 1950 | Его величество мсье Дюпон  | Sa majesté Monsieur Dupont Prima comunione | мистер Карлони        |
| 1951 | Полицейские и воры         | Guardie e ladri                            | Лоренцо Боттони       |
| 1959 | Прохвосты                  | I tartassati                               | Фабио Топпони         |
| 1960 | Ангел в красном            | The Angel Wore Red                         | ротный                |
| 1974 | Мы так любили друг друга   | C'eravamo tanto amati                      | Ромольо Катеначчи     |